# يوسوكي إيشي
يوسوكي إيشي (باليابانية: 石井 雄輔) (25 يونيو 1991 في كاناغاوا في اليابان – )؛ هو لاعب كرة قدم ياباني سابق كان يلعب كمهاجم.

## وصلات خارجية
- يوسوكي إيشي على موقع رابطة كرة القدم اليابانية للمحترفين (اليابانية)